# Lourizán
Lourizán es una parroquia del concello de Pontevedra, en la comunidad autónoma de Galicia, España. A escasos kilómetros del centro de Pontevedra, linda con el vecino ayuntamiento de Marín. 

## Población
En el año 2000 tenía 3.531 habitantes y hasta 2008 disminuyó un 7,19% para alcanzar los 3.277 habitantes, de los cuales 1657 son mujeres y 1611 hombres.

## Lugares de interés
Un lugar de interés para quien visita la parroquia es la heredad de la familia Montero Ríos, más conocida como el Pazo de Lourizán. Don Eugenio Montero Ríos, a la sazón Presidente del Senado, estaba descansando en esta su propiedad cuando fue requerido telegráficamente a Madrid para encabezar la Comisión negociadora del Tratado de París, según comentó en unas conferencias pronunciadas en 1904. El edificio de la hacienda alberga el Centro de Investigaciones Forestales de la Junta de Galicia, rodeado por unos vistosos jardines que ocupan 54 hectáreas. Allí crecen especies forestales autóctonas y exóticas como helechos arbóreos, cipreses, cedros, magnolios, camelias, plataneros, eucaliptos o sequoias. Del antiguo edificio, y en los mismos jardines, se conserva el palomar del siglo XV que asemeja una corona que emerge del suelo, además de una fuente del siglo XVIII, la Gruta de los Espejos, un hórreo y una charca. En el parque hay varias zonas, una destinada a árboles típicos de las distintas comunidades autónomas, otra a los árboles sudamericanos, y la zona que llaman el Arboretum, con grandes especies. El pazo forma parte de la Ruta de la Camelia por la cantidad y diversidad de variedades de Camellia japonica que se encuentra en sus jardines. Entre ellas Alba simplex, Angelina Vieira, Alba plena, Antonio B. Ferreira, Bella Romana, Coralina, Covina, Cidade de Vigo, Dona Herzilia de Freitas Magallaes, Incarnata, Pedro V Rey de Portugal y Pompone. El riachuelo de los Trois atraviesa parte de la finca.
También destacan en la parroquia la iglesia de Nuestra Señora de los Placeres y la capilla de San Andrés. Núcleos de población o barrios destacados en Lourizán son Ponte Muíños, Placeres y Estribela.

## Fiestas
La fiesta patronal se celebra el día 30 de noviembre (Santo André), pero también se celebra la fiesta de Nuestra Señora dos Praceres el último domingo de mayo.

## Aldeas
Agrovello - O Cabo - A Camboa - A Carballeira - Caritel - Os Cunchidos - Estribela - A Igrexa - A Meán - As Nogueiras - O Outeiro - Pexegueiro - Os Praceres - O Regueiriño - O Rial - Rorís - O Rozo - Freixeiro